# カム・ゴー・ウィズ・ミー
「カム・ゴー・ウィズ・ミー」（Come Go with Me）は、ザ・デル・ヴァイキングスが1950年代に発表したドゥーワップの楽曲。
ローリング・ストーンの選ぶオールタイム・グレイテスト・ソング500（2010年版）では449位にランクされている。
『アメリカン・グラフィティ』（1973年）、『ダイナー』（1982年）、『スタンド・バイ・ミー』（1986年）などの映画に挿入歌として使われた。

## カバー・バージョン
- フリートウッズ - 1959年のアルバム『Mr. Blue』に収録。
- ボビー・ヴィー - 1961年のアルバム『Bobby Vee Sings Hits of the Rockin' '50's』に収録。
- ディオン - 1962年のアルバム『Lovers Who Wander』に収録[2]。
- ザ・ビーチ・ボーイズ - 1978年のアルバム『M.I.U. アルバム』に収録。
- ケニー・ロギンス - 2010年のアルバム『All Join In』に収録。